# جولن ازکو
جولن ازکو (انگلیسی: Julen Azkue؛ زادهٔ ۲۱ سپتامبر ۱۹۹۵) بازیکن فوتبال اهل اسپانیا است.
از باشگاه‌هایی که در آن بازی کرده‌است می‌توان به باشگاه فوتبال ایبار اشاره کرد.